# AB6IX
AB6IX هي فرقة فتيان كورية جنوبية تأسست من قبل شركة براند نيو ميوزك في 2019.